# Pilaria dorsalis
Pilaria dorsalis là một loài ruồi trong họ Limoniidae. Chúng phân bố ở miền Cổ bắc.